# Waterloo (Oregon)
Waterloo é uma cidade  localizada no estado norte-americano de Oregon, no Condado de Linn.

## Demografia
Segundo o censo norte-americano de 2000, a sua população era de 239 habitantes.
Em 2006, foi estimada uma população de 241, um aumento de 2 (0.8%).

## Geografia
De acordo com o United States Census Bureau tem uma área de
0,4 km², dos quais 0,4 km² cobertos por terra e 0,0 km² cobertos por água. Waterloo localiza-se a aproximadamente 269 m acima do nível do mar.

## Localidades na vizinhança
O diagrama seguinte representa as localidades num raio de 20 km ao redor de Waterloo.